# Широков, Роман Николаевич
Рома́н Никола́евич Широ́ков (род. 6 июля 1981, Дедовск, Московская область) — российский футболист. Заслуженный мастер спорта России (2008). Бронзовый призёр чемпионата Европы 2008. Трёхкратный чемпион России (дважды в составе «Зенита», один раз в составе ЦСКА). Двукратный обладатель суперкубка России, обладатель кубка и суперкубка УЕФА (2008) в составе «Зенита». По завершении карьеры работает экспертом на телеканале «Матч ТВ». Председатель Общероссийского профсоюза футболистов, а также входит в число 20 арбитров Палаты по разрешению споров РФС. Советник министра физической культуры, спорта и работы с молодёжью Московской области Романа Терюшкова.

## Клубная карьера

### Начало карьеры

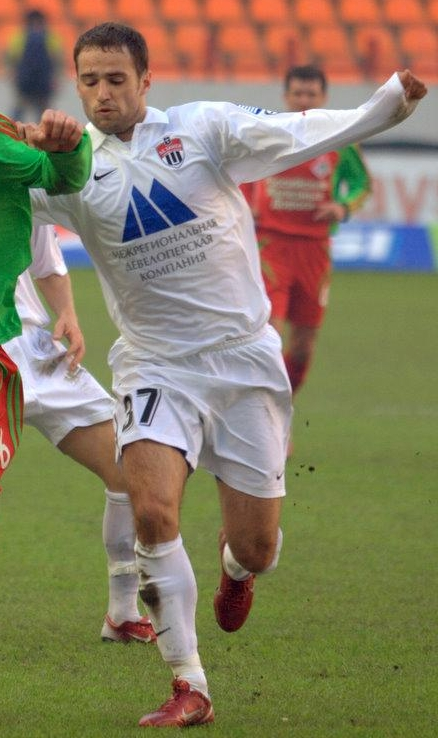
Широков в «Химках»

Воспитанник футбольной школы ЦСКА. С 1998 года до 2001 года играл за ЦСКА-2, после чего его отдали в аренду в «Торпедо-ЗИЛ», за которое провёл всего один матч, выйдя 11 июля 2001 года на замену на 69-й минуте в матче с «Локомотивом».
Неоднократно имел проблемы в командах в связи с нарушением режима из-за злоупотреблений алкоголем. До 2007 года выступал на высшем уровне лишь периодически, сменив за 7 лет 6 команд: 2 года играл за любительский клуб «Истра», затем перешёл в «Видное», выступавшее во втором дивизионе. В 2005 году Широков присоединился к раменскому «Сатурну», где стал твёрдым игроком основы, но ближе к осени перестал выходить на поле.
В 2006 году выступал за казанский «Рубин», в котором у него возник конфликт с главным тренером Курбаном Бердыевым. Остаток сезона футболист доигрывал в аренде в «Истре», а на следующий сезон перешёл в подмосковные «Химки», которые готовились к дебюту в Премьер-лиге. Подмосковный клуб занял по итогам сезона 9 место, а Широков обратил на себя внимание ведущих клубов своей качественной игрой в центре поля, за что даже заслужил вызов в сборную России от Гуса Хиддинка, но на поле тогда так и не вышел.

### «Зенит» и аренда в «Краснодар»

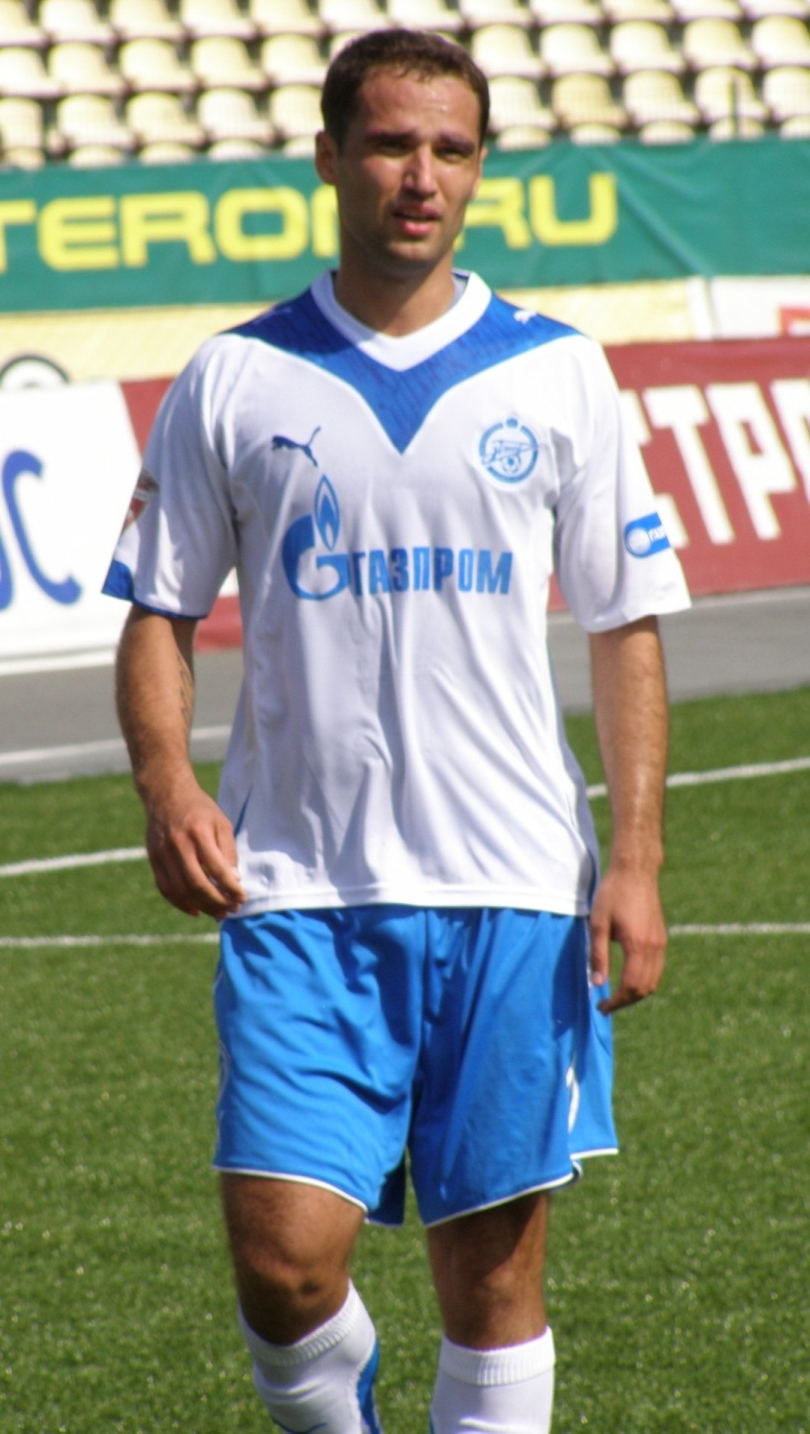
Широков в составе «Зенита»

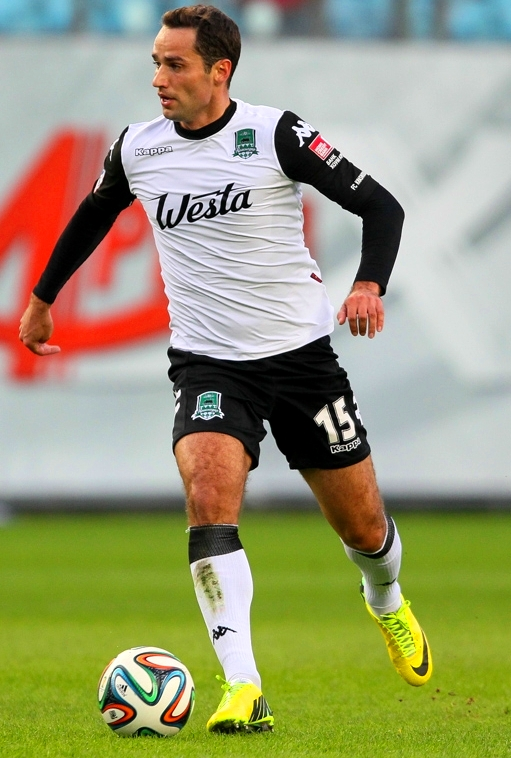
Широков в форме «Краснодара»

26 ноября 2007 года на правах свободного агента подписал контракт с санкт-петербургским «Зенитом» сроком на 4 года.
В августе 2009 года имел место краткосрочный конфликт в «Зените» между Широковым и вратарём команды Вячеславом Малафеевым, причиной которого якобы стал пропущенный вратарём мяч. Через интервью игроков конфликт стал достоянием средств массовой информации. После ряда взаимных колких заявлений игроки поняли, что конфликт не может иметь продолжения и заявили, что он исчерпан.
В 2010 году с приходом в «Зенит» Лучано Спаллетти, Широков начал играть в центре полузащиты. В этом сезоне он набрал 8 очков по системе гол+пас за 21 матч.
В 2011 году Широков отметился рядом высказываний в своём твиттере. Так, перед матчем чемпионата России 2011/2012 со Спартаком Широков сказал «Для нас „Спартак“ вообще не соперник!!!», а после победы над московским клубом написал «Всех „хрюшек“ с заслуженным поражением».
В сентябре 2011 года после двух забитых голов в ворота «Порту» Широков был признан лучшим игроком тура Лиги чемпионов. В это же время внимание болельщиков привлёк ряд его резких высказываний, в частности, после матча «Зенит» — АПОЭЛ в ноябре 2011 года.
В матче «Зенита» против «Бенфики» 15 февраля 2012 года в рамках 1/8 финала Лиги чемпионов, окончившемся 3:2 в пользу хозяев, забил 2 мяча, один из них на 88-й минуте, позволив Зениту прервать 28-матчевую беспроигрышную серию «Бенфики». Более того, Широков повторил российский рекорд по числу забитых мячей за один сезон Лиги чемпионов (5 голов), установленный в сезоне 1993/1994 полузащитником «Спартака» Валерием Карпиным и повторённый в сезоне 1995/1996 защитником «Спартака» Юрием Никифоровым.
В 2013 году в ряде матчей выводил «Зенит» на поле с капитанской повязкой. 28 февраля 2014 года на правах аренды до конца сезона перешёл в «Краснодар». По словам Широкова руководство «Зенита» хотело продлить с ним контракт, но главный тренер Андре Виллаш-Боаш отказался. 8 марта в матче против «Урала» он дебютировал за «быков», заменив Ари во втором тайме. 30 марта в краснодарском дерби против «Кубани» сделал «дубль», забив свои первые голы за новый клуб.

### «Спартак» и аренда в «Краснодар»

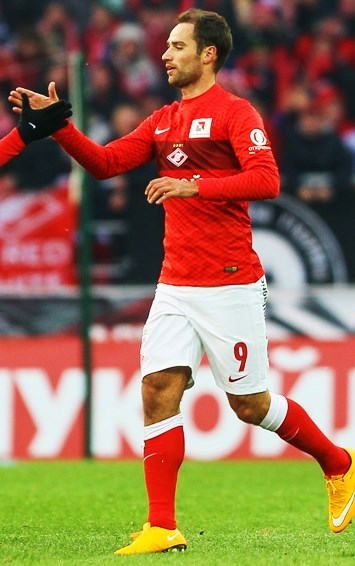
Широков в составе «Спартака»

18 июля 2014 года Широков на правах свободного агента перешёл в «Спартак» Москва. Контракт был подписан по схеме 2+1:
Люди, которые привели меня в футбол, — это мой отец и крестный — всю жизнь болели за «Спартак». Кроме того, наверное, 99 процентов моих друзей тоже поддерживают красно-белый клуб. Во многом это и объясняет мой выбор. Надеюсь, что удастся порадовать всех спартаковских болельщиков. Хочется, чтобы они вспомнили, что такое чемпионство любимой команды. Естественно, для меня переход в «Спартак» — это вызов. У клуба с такими традициями и у всех красно-белых болельщиков всегда только одна цель — борьба за трофеи. Это полностью соответствует моим амбициям, и надеюсь, что нам удастся решить поставленные задачи.
В новом клубе Широков выбрал игровой номер 9, «потому что под ним играли Пятницкий и Титов».
26 октября 2014 года в матче против московского "Локомотива"дебютировал за «красно-белых», во втором тайме заменив Кима Чельстрёма. В этом же поединке он забил свой первый (и последний) гол за «Спартак». Однако после этого дела у Широкова пошли хуже, он перестал попадать не только в стартовый состав, но и в заявки на матчи, а в СМИ появилась информация о конфликте полузащитника с главным тренером Муратом Якином.
13 января 2015 года полузащитник снова был арендован «Краснодаром» до конца сезона. Свою первую игру за клуб в сезоне 2014/15 провёл против «Спартака» (3:1). Чуть позже «Краснодар» был готов выкупить у «Спартака» права на Широкова за € 1 млн.
С приходом в «Спартак» Дмитрия Аленичева стал игроком основного состава. В сезоне 2015/16 поменял 9-й номер, который взял Денис Давыдов, на 15-й. 22 августа в матче против «Амкара» Широков отдал две голевые передачи. В контракте Широкова был прописан пункт об автоматическом продлении контракта на сезон 2016/17 в том случае, если он проведет 50 процентов матчей в сезоне-2015/16, при этом в каждом матче на его счету должно быть более 45 сыгранных минут. Широков сыграл в сезоне 2015/16 14 игр в чемпионате, при этом совет директоров «Спартака» принял решение не продлевать контракт с игроком. 23 января 2016 года расторг контракт со «Спартаком» по обоюдному согласию сторон и получил статус свободного агента.

### ЦСКА
9 февраля 2016 года Широков и ЦСКА заключили трудовое соглашение до окончания сезона-2015/16 с возможностью продления. Причиной выбора ЦСКА при наличии предложений от других клубов Широков объяснил следующим образом: «ЦСКА — это родной клуб для меня». 1 марта 2016 года в дебютной официальной игре против «Уфы» в Кубке России Широков забил гол и принял участие во втором забитом голе, тем самым помог своей команде одержать победу (0:2). 21 мая в составе ЦСКА стал трёхкратным чемпионом России. По окончании контракта покинул клуб.
23 июля 2016 года объявил о завершении футбольной карьеры. Играл в 2016—2017 годах в ЛФЛ (8х8).

## Карьера в сборной

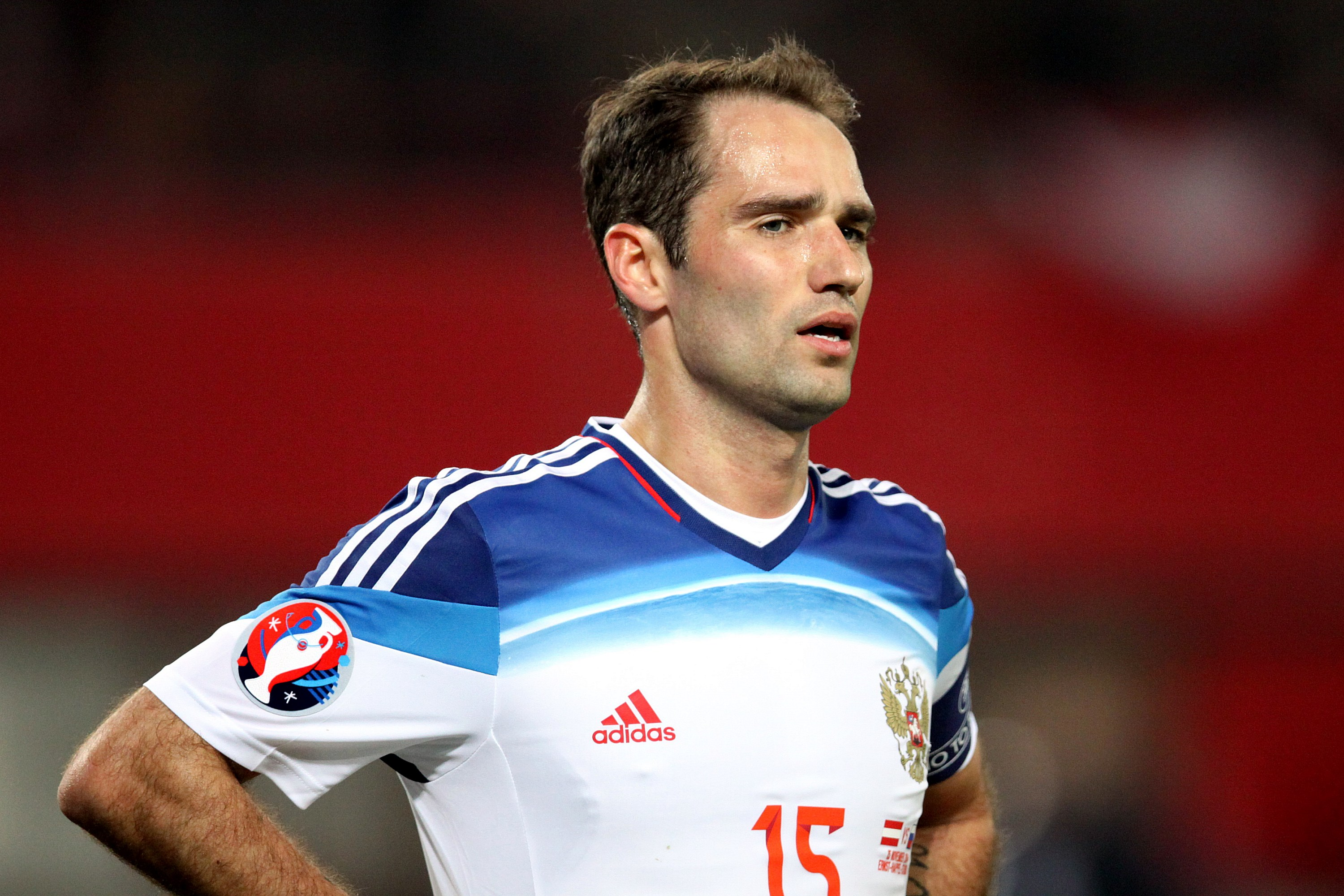
Роман Широков в игре за сборную России против сборной Австрии (2014 год).

26 марта 2008 года в возрасте 26 лет дебютировал в национальной сборной России в товарищеском матче против сборной Румынии (0:3).
Широков выступал на чемпионате Европы 2008 года в Австрии и Швейцарии, однако сыграл только один матч против Испании, который россияне проиграли 1:4. В матче Широков играл на нехарактерной для себя позиции центрального защитника вместе с Денисом Колодиным и допустил серию ошибок, которая привела к разгромному поражению россиян. В частности, в эпизоде с третьим голом испанцев он неудачно выбил мяч прямо на ногу Давиду Вилье, который беспрепятственно поразил ворота сборной России. Комментировавший на Первом канале этот матч Виктор Гусев после гола в прямом эфире заявил: «Роман Широков — это не уровень сборной!». Уже после окончания чемпионата Европы, на котором россияне дошли до полуфинала, где проиграли испанцам 0:3, Широков в одном из интервью дал объяснения случившемуся в матче с испанцами, а Виктор Гусев принёс ему свои извинения, но игрок их не принял. Позднее, отвечая на вопросы болельщиков, Широков отметил, что никаких проблем в общении с Гусевым у него нет, и они даже встречались на кубке Первого канала.
После чемпионата Европы 2008 года Хиддинк больше не вызывал Широкова в сборную, в результате чего зенитовец пропустил весь отборочный цикл к чемпионату мира 2010. Возвращение Широкова в сборную состоялось при Дике Адвокате в 2010 году в товарищеском матче против Болгарии, где футболист, играя на позиции атакующего полузащитника, отметился своим дебютным голом за Россию. При Адвокате Широкову удалось стать одним из лидеров сборной.
На Евро-2012 был основным игроком российской сборной и провёл все три матча группового этапа. В первом матче против сборной Чехии забил один гол в ворота Петра Чеха (4:1), однако преодолеть групповой этап россияне не сумели, уступив в решающем матче грекам (0:1).
25 марта 2013 в товарищеском матче с Бразилией вывел команду на поле с капитанской повязкой. Позже был капитаном сборной в двух последних матчах отборочного цикла чемпионата мира 2014 года, который сборная России успешно провела, выйдя на чемпионат мира с первого места в группе (до этого капитаном команды был Игорь Денисов). Широков принял участие во всех десяти матчах сборной в отборочном цикле.
Готовился со сборной к чемпионату мира в Бразилии, однако не смог принять в нём участие из-за травмы: тренер сборной России Фабио Капелло в итоговой заявке заменил Широкова на Павла Могилевца.

## Послеигровая карьера
В 2017 году принял участие в товарищеском матче звезд России («Лидер 65») против звезд Италии («Клуб Италия») в честь дня рождения президента России В. В. Путина, в котором отметился забитым мячом на 59-й минуте. Матч прошёл 7 октября на «Ахмат-Арене», капитаном команды хозяев был Рамзан Кадыров. Итоговый счет встречи — 6:3 в пользу команды Кадырова.
Работал советником по футболу председателя ВФСО «Динамо». В октябре 2017 года был назначен спортивным директором московского «Динамо». 29 апреля 2019 ушёл по собственному желанию. Сообщалось, что акционеры клуба были недовольны политикой, проводимой Широковым, и его конфликтом с главным тренером Дмитрием Хохловым.
Во время чемпионата мира по футболу 2018 года приглашался на телеканал «Россия-24» в качестве эксперта.
6 марта 2023 года был назначен директором ФК «Сатурн» (Раменское), позднее сменившего название на «Леон Сатурн». 31 августа 2023 года возглавил команду в роли исполняющего обязанности главного тренера, 3 сентября в дебютном для себя матче против «Кванта» уже был главным тренером без приставки «и. о.».

## Скандалы
Широков становился неоднократно фигурантом резонансных инцидентов за свои высказывания и действия. Так, на Евро-2008 он конфликтовал с телекомментатором Виктором Гусевым, который назвал его «игроком не уровня сборной» в связи с грубыми ошибками, допущенными Широковым во время матча группового этапа против сборной Испании (что привело к поражению россиян 1:4), из-за чего Широков отказался принимать извинения Гусева. В последующих матчах сборной России при Гусе Хиддинке Широков на поле не выходил, вернувшись в сборную только при Дике Адвокате. В 2011 году после отборочного матча Евро-2012 против Словакии, который россияне выиграли 1:0, Широков в интервью презрительно назвал сборную Словакии «колхозом», намекнув на низкий класс её исполнителей. Позже Широков утверждал, что говорил такое не о самих игроках, а об их неспортивном поведении, но настаивал на том, что класс словацкой сборной был намного ниже.
В 2012 году в казанском аэропорту Широков устроил грубую перепалку с болельщиками «Зенита», выдав трёхминутный монолог с обилием ненормативной лексики, в котором грозился «ушатать» некоего назойливого фаната: видео ругани Широкова попало в Интернет. В интервью Борису Левину в том же году Широков сказал, что в сети не было опубликовано то, что предшествовало перепалке — а именно ругань со стороны болельщиков в адрес самого Широкова. Также на протяжении своей карьеры Широков неоднократно не в лучших тонах высказывался о московском «Спартаке», хотя позже признался, что делал это не со зла.
10 августа 2020 года, во время матча любительских команд «Ничего обычного» и «Матч ТВ», Широков нанес побои арбитру Никите Данченкову, ударив его пару раз руками по голове, а после того как арбитр упал, нанес ему ещё один удар в лицо, но на этот раз уже ногой. Причиной инцидента стал спорный момент в игре, после которого Широков начал оскорблять судью, а когда увидел красную карточку, совершил нападение. Данченков с разбитой бровью и ссадинами на лице был госпитализирован. Было возбуждено уголовное дело. В итоге Широкова приговорили к 100 часам общественных работ.
29 мая 2022 года, после матча Клубной лиги Москвы между командами спортшкол «Строгино» и «Родина» из игроков 2008 года рождения, Широков, являясь администратором «Строгино» (в составе команды «Строгино» играл его сын), будучи крайне недовольным работой арбитров, допускал оскорбления и угрозы в адрес судей, которые не прекратил и после получения красной карточки, продолжив ругаться на судейскую бригаду в подтрибунном помещении. 17 июня 2022 года решением комитета по безопасности и этике Московской федерации футбола «за оказание косвенного воздействия на судей матча без цели влияния на спортивный результат» был отстранён от любой футбольной деятельности на территории Москвы сроком на шесть месяцев.

## Личная жизнь
Родился в подмосковном Дедовске. Отец — Николай Сергеевич, мать — Лидия Геннадьевна. Родители развелись, когда Роману было 12 лет. Отец умер в феврале 2008 года в возрасте 52 лет от инсульта. Мать живёт в Дедовске.
Жена Екатерина из Дедовска, в котором и познакомилась с Романом. Сын Игорь (родился 26 августа 2008 года), дочь Виктория (родилась 21 августа 2012 года).

## Общественная деятельность
С 2009 года ежегодно в память о своём отце Николае Широкове проводит детский футбольный турнир в родном Дедовске.
В мае 2022 года поддержал российское вторжение на Украину.
19 октября 2022 года внесён в санкционный список Украины, так как он «поддержал военное вторжение России в Украину в публичных заявлениях»

## Статистика

### Клубная
| Клуб             | Сезон            | Лига | Лига | Кубки | Кубки | Еврокубки | Еврокубки | Итого | Итого |
| Клуб             | Сезон            | Игры | Голы | Игры  | Голы  | Игры      | Голы      | Игры  | Голы  |
| ---------------- | ---------------- | ---- | ---- | ----- | ----- | --------- | --------- | ----- | ----- |
| ЦСКА-2           | 1998             | 1    | 0    | —     | —     | —         | —         | 1     | 0     |
| ЦСКА-2           | 1999             | 27   | 1    | —     | —     | —         | —         | 27    | 1     |
| ЦСКА-2           | 2000             | 27   | 2    | —     | —     | —         | —         | 27    | 2     |
| ЦСКА-2           | Итого            | 55   | 3    | 0     | 0     | 0         | 0         | 55    | 3     |
| Торпедо-ЗИЛ      | 2001             | 1    | 0    | 0     | 0     | —         | —         | 1     | 0     |
| Торпедо-ЗИЛ      | Итого            | 1    | 0    | 0     | 0     | 0         | 0         | 1     | 0     |
| Видное           | 2004             | 17   | 14   | 3     | 1     | —         | —         | 20    | 15    |
| Видное           | Итого            | 17   | 14   | 3     | 1     | 0         | 0         | 20    | 15    |
| Сатурн           | 2005             | 18   | 3    | 6     | 2     | —         | —         | 24    | 5     |
| Сатурн           | Итого            | 18   | 3    | 6     | 2     | 0         | 0         | 24    | 5     |
| Рубин            | 2006             | 4    | 0    | 1     | 0     | 0         | 0         | 5     | 0     |
| Рубин            | Итого            | 4    | 0    | 1     | 0     | 0         | 0         | 5     | 0     |
| Химки            | 2007             | 27   | 7    | 2     | 2     | —         | —         | 29    | 9     |
| Химки            | Итого            | 27   | 7    | 2     | 2     | 0         | 0         | 29    | 9     |
| Зенит (СПб)      | 2008             | 27   | 3    | 1     | 0     | 11        | 0         | 39    | 3     |
| Зенит (СПб)      | 2009             | 21   | 1    | 2     | 0     | 5         | 0         | 28    | 1     |
| Зенит (СПб)      | 2010             | 21   | 6    | 4     | 1     | 6         | 0         | 31    | 7     |
| Зенит (СПб)      | 2011/12          | 26   | 9    | 4     | 0     | 12        | 7         | 42    | 16    |
| Зенит (СПб)      | 2012/13          | 25   | 5    | 4     | 0     | 10        | 1         | 39    | 6     |
| Зенит (СПб)      | 2013/14          | 10   | 5    | 1     | 0     | 8         | 5         | 19    | 10    |
| Зенит (СПб)      | Итого            | 130  | 29   | 16    | 1     | 52        | 13        | 198   | 43    |
| Краснодар        | 2013/14          | 6    | 3    | 2     | 0     | —         | —         | 8     | 3     |
| Краснодар        | 2014/15          | 13   | 4    | 0     | 0     | 0         | 0         | 13    | 4     |
| Краснодар        | Итого            | 19   | 7    | 2     | 0     | 0         | 0         | 21    | 7     |
| Спартак (Москва) | 2014/15          | 5    | 1    | 1     | 0     | 0         | 0         | 6     | 1     |
| Спартак (Москва) | 2015/16          | 14   | 0    | 0     | 0     | 0         | 0         | 14    | 0     |
| Спартак (Москва) | Итого            | 19   | 1    | 1     | 0     | 0         | 0         | 20    | 1     |
| ЦСКА             | 2015/16          | 8    | 0    | 1     | 1     | 0         | 0         | 9     | 1     |
| ЦСКА             | Итого            | 8    | 0    | 1     | 1     | 0         | 0         | 9     | 1     |
| Всего за карьеру | Всего за карьеру | 298  | 64   | 32    | 7     | 52        | 13        | 382   | 84    |

### Матчи за сборную
| Матчи и голы Широкова за сборную России | Матчи и голы Широкова за сборную России | Матчи и голы Широкова за сборную России | Матчи и голы Широкова за сборную России | Матчи и голы Широкова за сборную России | Матчи и голы Широкова за сборную России | Матчи и голы Широкова за сборную России |
| --------------------------------------- | --------------------------------------- | --------------------------------------- | --------------------------------------- | --------------------------------------- | --------------------------------------- | --------------------------------------- |
| №                                       | Дата                                    | Соперник                                | Счёт                                    | Голы Широкова                           | Турнир                                  |                                         |
| 1                                       | 26 марта 2008                           | Румыния                                 | 0:3                                     | —                                       | Товарищеский матч                       |                                         |
| 2                                       | 23 мая 2008                             | Казахстан                               | 6:0                                     | —                                       | Товарищеский матч                       |                                         |
| 3                                       | 28 мая 2008                             | Сербия                                  | 2:1                                     | —                                       | Товарищеский матч                       |                                         |
| 4                                       | 4 июня 2008                             | Литва                                   | 4:1                                     | —                                       | Товарищеский матч                       |                                         |
| 5                                       | 10 июня 2008                            | Испания                                 | 1:4                                     | —                                       | Финальные матчи ЧЕ-2008                 |                                         |
| 6                                       | 11 августа 2010                         | Болгария                                | 1:0                                     | 1                                       | Товарищеский матч                       |                                         |
| 7                                       | 3 сентября 2010                         | Андорра                                 | 2:0                                     | —                                       | Отборочные матчи ЧЕ-2012                |                                         |
| 8                                       | 7 сентября 2010                         | Словакия                                | 0:1                                     | —                                       | Отборочные матчи ЧЕ-2012                |                                         |
| 9                                       | 8 октября 2010                          | Ирландия                                | 3:2                                     | 1                                       | Отборочные матчи ЧЕ-2012                |                                         |
| 10                                      | 12 октября 2010                         | Македония                               | 1:0                                     | —                                       | Отборочные матчи ЧЕ-2012                |                                         |
| 11                                      | 17 ноября 2010                          | Бельгия                                 | 0:2                                     | —                                       | Товарищеский матч                       |                                         |
| 12                                      | 26 марта 2011                           | Армения                                 | 0:0                                     | —                                       | Отборочные матчи ЧЕ-2012                |                                         |
| 13                                      | 29 марта 2011                           | Катар                                   | 1:1                                     | —                                       | Товарищеский матч                       |                                         |
| 14                                      | 10 августа 2011                         | Сербия                                  | 1:0                                     | —                                       | Товарищеский матч                       |                                         |
| 15                                      | 2 сентября 2011                         | Македония                               | 1:0                                     | —                                       | Отборочные матчи ЧЕ-2012                |                                         |
| 16                                      | 6 сентября 2011                         | Ирландия                                | 0:0                                     | —                                       | Отборочные матчи ЧЕ-2012                |                                         |
| 17                                      | 7 октября 2011                          | Словакия                                | 1:0                                     | —                                       | Отборочные матчи ЧЕ-2012                |                                         |
| 18                                      | 11 ноября 2011                          | Греция                                  | 1:1                                     | 1                                       | Товарищеский матч                       |                                         |
| 19                                      | 29 февраля 2012                         | Дания                                   | 2:0                                     | 1                                       | Товарищеский матч                       |                                         |
| 20                                      | 25 мая 2012                             | Уругвай                                 | 1:1                                     | —                                       | Товарищеский матч                       |                                         |
| 21                                      | 29 мая 2012                             | Литва                                   | 0:0                                     | —                                       | Товарищеский матч                       |                                         |
| 22                                      | 1 июня 2012                             | Италия                                  | 3:0                                     | 2                                       | Товарищеский матч                       |                                         |
| 23                                      | 8 июня 2012                             | Чехия                                   | 4:1                                     | 1                                       | Финальные матчи ЧЕ-2012                 |                                         |
| 24                                      | 12 июня 2012                            | Польша                                  | 1:1                                     | —                                       | Финальные матчи ЧЕ-2012                 |                                         |
| 25                                      | 16 июня 2012                            | Греция                                  | 0:1                                     | —                                       | Финальные матчи ЧЕ-2012                 |                                         |
| 26                                      | 7 сентября 2012                         | Северная Ирландия                       | 2:0                                     | 1                                       | Отборочные матчи ЧМ-2014                |                                         |
| 27                                      | 11 сентября 2012                        | Израиль                                 | 4:0                                     | —                                       | Отборочные матчи ЧМ-2014                |                                         |
| 28                                      | 12 октября 2012                         | Португалия                              | 1:0                                     | —                                       | Отборочные матчи ЧМ-2014                |                                         |
| 29                                      | 16 октября 2012                         | Азербайджан                             | 1:0                                     | 1                                       | Отборочные матчи ЧМ-2014                |                                         |
| 30                                      | 14 ноября 2012                          | США                                     | 2:2                                     | 1                                       | Товарищеский матч                       |                                         |
| 31                                      | 6 февраля 2013                          | Исландия                                | 2:0                                     | 1                                       | Товарищеский матч                       |                                         |
| 32                                      | 25 марта 2013                           | Бразилия                                | 1:1                                     | —                                       | Товарищеский матч                       |                                         |
| 33                                      | 7 июня 2013                             | Португалия                              | 0:1                                     | —                                       | Отборочные матчи ЧМ-2014                |                                         |
| 34                                      | 14 августа 2013                         | Северная Ирландия                       | 0:1                                     | —                                       | Отборочные матчи ЧМ-2014                |                                         |
| 35                                      | 6 сентября 2013                         | Люксембург                              | 4:1                                     | —                                       | Отборочные матчи ЧМ-2014                |                                         |
| 36                                      | 10 сентября 2013                        | Израиль                                 | 3:1                                     | —                                       | Отборочные матчи ЧМ-2014                |                                         |
| 37                                      | 11 октября 2013                         | Люксембург                              | 4:0                                     | —                                       | Отборочные матчи ЧМ-2014                |                                         |
| 38                                      | 15 октября 2013                         | Азербайджан                             | 1:1                                     | 1                                       | Отборочные матчи ЧМ-2014                |                                         |
| 39                                      | 15 ноября 2013                          | Сербия                                  | 1:1                                     | —                                       | Товарищеский матч                       |                                         |
| 40                                      | 19 ноября 2013                          | Республика Корея                        | 2:1                                     | —                                       | Товарищеский матч                       |                                         |
| 41                                      | 5 марта 2014                            | Армения                                 | 2:0                                     | —                                       | Товарищеский матч                       |                                         |
| 42                                      | 15 ноября 2014                          | Австрия                                 | 0:1                                     | —                                       | Отборочные матчи ЧЕ-2016                |                                         |
| 43                                      | 18 ноября 2014                          | Венгрия                                 | 2:1                                     | —                                       | Товарищеский матч                       |                                         |
| 44                                      | 27 марта 2015                           | Черногория                              | 3:0                                     | —                                       | Отборочные матчи ЧЕ-2016                |                                         |
| 45                                      | 7 июня 2015                             | Беларусь                                | 4:2                                     | —                                       | Товарищеский матч                       |                                         |
| 46                                      | 14 июня 2015                            | Австрия                                 | 0:1                                     | —                                       | Отборочные матчи ЧЕ-2016                |                                         |
| 47                                      | 5 сентября 2015                         | Швеция                                  | 1:0                                     | —                                       | Отборочные матчи ЧЕ-2016                |                                         |
| 48                                      | 8 сентября 2015                         | Лихтенштейн                             | 7:0                                     | —                                       | Отборочные матчи ЧЕ-2016                |                                         |
| 49                                      | 9 октября 2015                          | Молдова                                 | 2:1                                     | —                                       | Отборочные матчи ЧЕ-2016                |                                         |
| 50                                      | 12 октября 2015                         | Черногория                              | 2:0                                     | —                                       | Отборочные матчи ЧЕ-2016                |                                         |
| 51                                      | 14 ноября 2015                          | Португалия                              | 1:0                                     | 1                                       | Товарищеский матч                       |                                         |
| 52                                      | 17 ноября 2015                          | Хорватия                                | 1:3                                     | —                                       | Товарищеский матч                       |                                         |
| 53                                      | 29 марта 2016                           | Франция                                 | 2:4                                     | —                                       | Товарищеский матч                       |                                         |
| 54                                      | 5 июня 2016                             | Сербия                                  | 1:1                                     | —                                       | Товарищеский матч                       |                                         |
| 55                                      | 11 июня 2016                            | Англия                                  | 1:1                                     | —                                       | Финальные матчи ЧЕ-2016                 |                                         |
| 56                                      | 15 июня 2016                            | Словакия                                | 1:2                                     | —                                       | Финальные матчи ЧЕ-2016                 |                                         |
| 57                                      | 20 июня 2016                            | Уэльс                                   | 0:3                                     | —                                       | Финальные матчи ЧЕ-2016                 |                                         |

Итого: 57 матчей/13 голов; 31 победа, 13 ничьих, 13 поражений.
| Год   | Отборочные матчи ЧМ | Отборочные матчи ЧМ | Финальные матчи ЧМ | Финальные матчи ЧМ | Отборочные матчи ЧЕ | Отборочные матчи ЧЕ | Финальные матчи ЧЕ | Финальные матчи ЧЕ | Товарищеские матчи | Товарищеские матчи | Всего | Всего |
| Год   | Игры                | Голы                | Игры               | Голы               | Игры                | Голы                | Игры               | Голы               | Игры               | Голы               | Игры  | Голы  |
| ----- | ------------------- | ------------------- | ------------------ | ------------------ | ------------------- | ------------------- | ------------------ | ------------------ | ------------------ | ------------------ | ----- | ----- |
| 2008  | 0                   | 0                   | 0                  | 0                  | 0                   | 0                   | 1                  | 0                  | 4                  | 0                  | 5     | 0     |
| 2009  | 0                   | 0                   | 0                  | 0                  | 0                   | 0                   | 0                  | 0                  | 0                  | 0                  | 0     | 0     |
| 2010  | 0                   | 0                   | 0                  | 0                  | 4                   | 1                   | 0                  | 0                  | 2                  | 1                  | 6     | 2     |
| 2011  | 0                   | 0                   | 0                  | 0                  | 4                   | 0                   | 0                  | 0                  | 3                  | 1                  | 7     | 1     |
| 2012  | 4                   | 2                   | 0                  | 0                  | 0                   | 0                   | 3                  | 1                  | 5                  | 4                  | 12    | 7     |
| 2013  | 6                   | 1                   | 0                  | 0                  | 0                   | 0                   | 0                  | 0                  | 4                  | 1                  | 10    | 2     |
| 2014  | 0                   | 0                   | 0                  | 0                  | 1                   | 0                   | 0                  | 0                  | 2                  | 0                  | 3     | 0     |
| 2015  | 0                   | 0                   | 0                  | 0                  | 6                   | 0                   | 0                  | 0                  | 3                  | 1                  | 9     | 1     |
| 2016  | 0                   | 0                   | 0                  | 0                  | 0                   | 0                   | 3                  | 0                  | 2                  | 0                  | 5     | 0     |
| Всего | 10                  | 3                   | 0                  | 0                  | 15                  | 1                   | 7                  | 1                  | 25                 | 8                  | 57    | 13    |

## Достижения

### Командные
«Зенит»
- Чемпион России (2): 2010, 2011/12
- Обладатель Кубка России: 2009/10
- Обладатель Суперкубка России (2): 2008, 2011
- Обладатель Кубка УЕФА: 2007/08
- Обладатель Суперкубка УЕФА: 2008
- Серебряный призёр чемпионата России: 2012/13
- Бронзовый призёр чемпионата России: 2009

«Краснодар»
- Бронзовый призёр чемпионата России: 2014/15

ЦСКА
- Чемпион России: 2015/16

Сборная России
- Бронзовый призёр чемпионата Европы: 2008

### Личные
- Заслуженный мастер спорта России (2008)
- Футболист года в России: 2012, 2013
- В Списках 33 лучших футболистов чемпионата России: № 1 (2011/2012, 2012/2013, 2013/14) , № 2 (2010), № 3 (2014/15)
- Член Клуба Игоря Нетто (2015)